# 1942-es magyar tekebajnokság
Az 1942-es magyar tekebajnokság az ötödik magyar bajnokság volt. A férfiak bajnokságát május 16. és 25. között rendezték meg Budapesten, a Ganz TE Simor utcai pályáján, a nőkét június 28-án Budapesten, a Baross téri Előre pályán (Park Szálló).

## Eredmények
| Versenyszám  | Arany                                       | Arany | Ezüst                                            | Ezüst | Bronz                                         | Bronz |
| ------------ | ------------------------------------------- | ----- | ------------------------------------------------ | ----- | --------------------------------------------- | ----- |
| Férfi egyéni | Szűcs László Ceglédi MOVE                   | 865   | Vida István WMTK Csepel                          | 859   | Pozderka Dezső WMTK Csepel                    | 845   |
| Női egyéni   | Taub Jenőné Köztisztviselők Szövetkezete SE | 543   | Schramek Piroska Köztisztviselők Szövetkezete SE | 475   | Kéri Istvánné Pénzintézeti Altisztek Előre TE | 431   |